# ディオゴ・カン

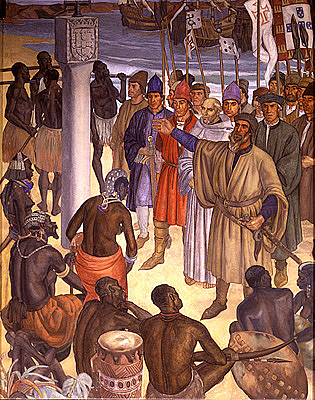
ディオゴ・カンとパドラン

ディオゴ・カン（Diogo Cão、古ポルトガル語ではCam）は、大航海時代のポルトガルで最も優れた航海士の1人として活躍した探険家。1480年代にアフリカ西海岸を南下する航海を2回行った。アンゴラがポルトガルに植民地化されるきっかけを作った人物であり、アンゴラでは非常に有名である。

## 生涯
15世紀中ごろ父 Álvaro Fernandes/Gonçalves Cão の庶子としてビラ・レアル（エヴォラとも）で生まれた。父は貴族であり、その父 Gonçalo Cão の庶子だった。
ヨーロッパ人として初めてコンゴ川を見つけ、遡ってみた。また、赤道付近からウォルビスベイまでのアフリカ西海岸を探検した。ポルトガル王ジョアン2世はエンリケ航海王子の事業を引き継ぎ、カン（1482年夏ごろか？）をアフリカの赤道以南の探検に送り出した。コンゴ川の河口と三角江を発見し（1482年8月と見られる）、パドランと呼ばれる石柱を立て（断片が現存している）、ポルトガルの領有権を主張した。彼らはさらに川を遡上し、原住のコンゴ王国との通商の道を拓いた。その後カンは海岸線をさらに南下し、現在のアンゴラ（かつてのポルトガル領西アフリカ）に達して、2本目の石柱を立てた。一行は1484年4月にリスボンに戻り、カンはジョアン2世により騎士に叙せられた。帰路の途中でアンノボン島も発見している。

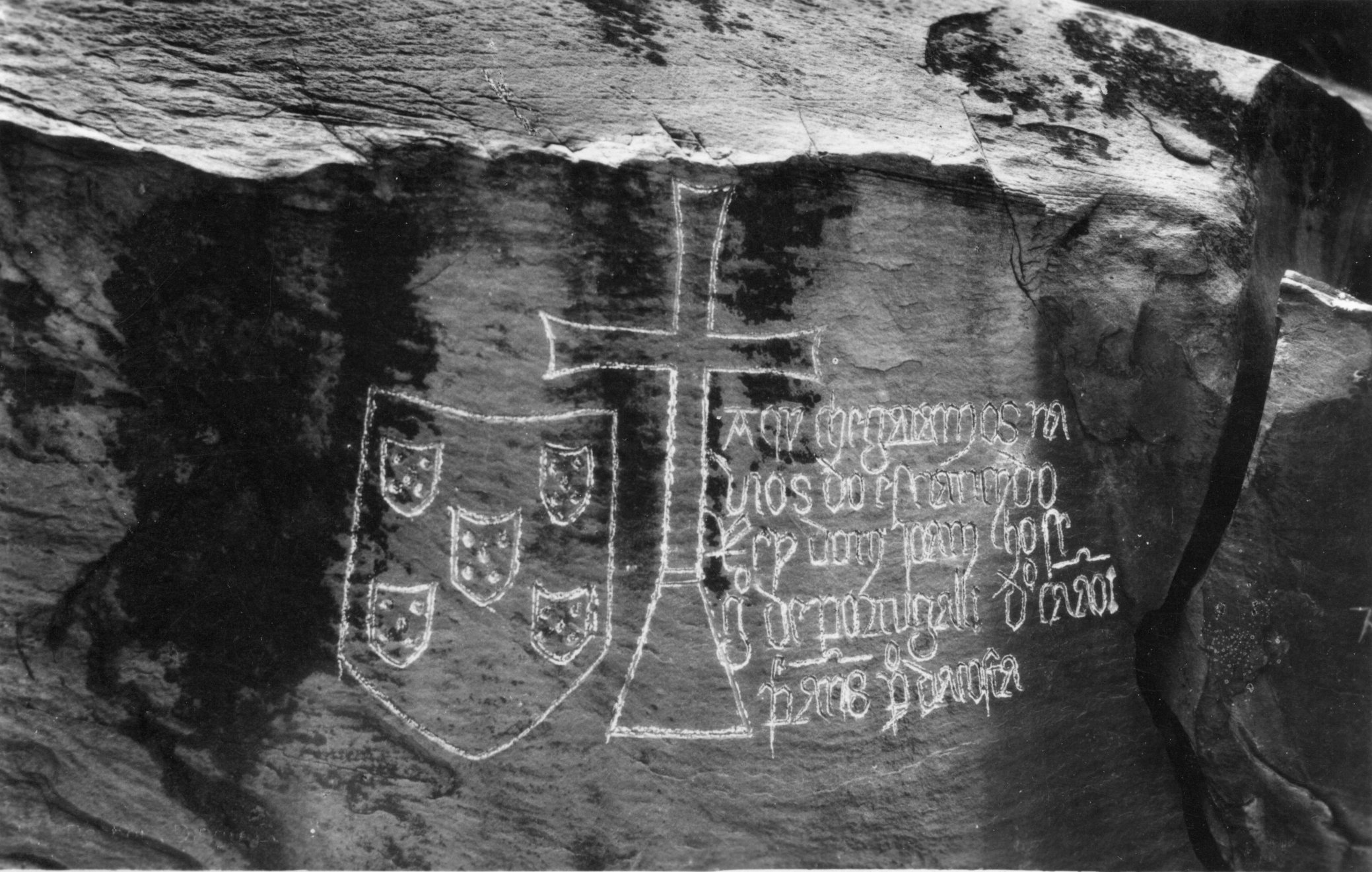
ディオゴ・カンの名が刻まれた Ielala の岩

1484年から1486年に行った2度目の航海はマルティン・ベハイムを伴ったものだが、その成果は非常に疑わしい。この航海でも2箇所に石柱を立て、うち1本は前回よりさらに南に1400kmの地点（現在のナミビアのケープ・クロス）で、ここがカンの最も遠い到達点と見られている。彼はコンゴ川を遡上することでプレステ・ジョアンの領土に到達できると考え、再び遡上したがマタディ付近までで断念した。1485年10月か11月、そこにある Ielala の滝のあたりの岩に"Aqui chegaram os navios do esclarecido rei D.João II de Portugal - Diogo Cão, Pero Anes, Pero da Costa."という文章を刻んだ（意味は、「ここにポルトガルの王ジョアン2世の船が到着した」である）。
1489年のヘンリックス・マルテルスの地図などによれば、カンはケープ・クロスで死んだとされている。しかし、歴史家ジョアン・デ・バロスらによれば、カンはコンゴから原住民の特使をポルトガルに連れ帰ったという。カンが2回の航海で立てた4本の石柱は記録された場所で確かに見つかっており、それぞれに刻まれた日付は1482年と1485年である。ケープ・クロスの石柱は現在はドイツのキールにある（現地には複製が残されている）。他の3本の石柱はリスボン地理学協会の博物館にある。